# 기원전 7세기
기원전 7세기는 기원전 700년부터 기원전 601년까지를 말한다.

## 주요 사건
- 기원전 684년 - 마가다 왕국이 건국됨.
- 기원전 664년 - 이집트 제26왕조 건설됨.

## 신화, 전설
- 기원전 660년 - 신화에 따르면 진무 천황 즉위, 일본국 건국.

## 주요 인물
- 기원전 682년: 춘추 시대 정나라의 재상 제중 사망
- 기원전 660년: 춘추 시대 북적의 침공으로 위나라 군주 위 의공 사망.
- 기원전 645년: 춘추시대 제 (齊) 나라 재상 관이오(管夷吾) 사망

## 년대와 년도
| 기원전 700년대 | 전709 | 전708 | 전707 | 전706 | 전705 | 전704 | 전703 | 전702 | 전701 | 전700 |
| 기원전 690년대 | 전699 | 전698 | 전697 | 전696 | 전695 | 전694 | 전693 | 전692 | 전691 | 전690 |
| 기원전 680년대 | 전689 | 전688 | 전687 | 전686 | 전685 | 전684 | 전683 | 전682 | 전681 | 전680 |
| 기원전 670년대 | 전679 | 전678 | 전677 | 전676 | 전675 | 전674 | 전673 | 전672 | 전671 | 전670 |
| 기원전 660년대 | 전669 | 전668 | 전667 | 전666 | 전665 | 전664 | 전663 | 전662 | 전661 | 전660 |
| 기원전 650년대 | 전659 | 전658 | 전657 | 전656 | 전655 | 전654 | 전653 | 전652 | 전651 | 전650 |
| 기원전 640년대 | 전649 | 전648 | 전647 | 전646 | 전645 | 전644 | 전643 | 전642 | 전641 | 전640 |
| 기원전 630년대 | 전639 | 전638 | 전637 | 전636 | 전635 | 전634 | 전633 | 전632 | 전631 | 전630 |
| 기원전 620년대 | 전629 | 전628 | 전627 | 전626 | 전625 | 전624 | 전623 | 전622 | 전621 | 전620 |
| 기원전 610년대 | 전619 | 전618 | 전617 | 전616 | 전615 | 전614 | 전613 | 전612 | 전611 | 전610 |
| 기원전 600년대 | 전609 | 전608 | 전607 | 전606 | 전605 | 전604 | 전603 | 전602 | 전601 | 전600 |
| 기원전 590년대 | 전599 | 전598 | 전597 | 전596 | 전595 | 전594 | 전593 | 전592 | 전591 | 전590 |